# Brezovica pri Mirni
Brezovica pri Mirni este o localitate din comuna Mirna, Slovenia, cu o populație de 132 de locuitori.